# Friedrich Vellguth
Friedrich Vellguth (* 28. Juli 1905 in Hamburg; † 5. September 1989 in Berlin) war ein deutscher Architekt und Hochschullehrer.

## Leben und Wirken
Friedrich Vellguth, Sohn von Anna Vellguth, geborene Schröck, und Carl Vellguth, studierte von 1924 bis 1926 Architektur an der Technischen Hochschule Hannover, der heutigen Gottfried Wilhelm Leibniz Universität. In den 1920er bis 1930er Jahren arbeitete er in den Ateliers von Wilhelm Riphan in Köln, Hans Poelzig in Berlin und Walter Gropius, ebenfalls in Berlin. Von 1928 bis 1931 besuchte er die Technische Hochschule Berlin-Charlottenburg, die heutige Technische Universität Berlin, und erhielt von dort sein Diplom als Ingenieur. Von 1935 bis 1945 war er Abteilungsleiter bei der Bauleitung des Flughafens Berlin-Tempelhof.
Im Jahr 1947 heiratete er in zweiter Ehe Hildegard Tonn. Aus der Verbindung ging Hinrich Vellguth hervor. Im selben Jahr folgte Friedrich Vellguth dem Ruf der damaligen Hochschule für Bildende Künste, der heutigen Universität der Künste Berlin, an deren Abteilung Kunstpädagogik. Der Lehrstuhl wechselte mehrmals seinen Namen, hieß „Projektion“, „Gebundenes Zeichnen“ oder „Bau- und Formenlehre“, eine Zeitlang galt die Bezeichnung „Gebundenes Zeichnen/Projektionslehre“. Er fertigte zahlreiche Studien zu mittelalterlichen Kirchen an und beteiligte sich an Wettbewerben und Projekten. Beispiele für seine Arbeiten: Wiederaufbau Magdeburg (1949); Rathaus, Berlin-Kreuzberg (1951); Hochhaus am Lietzensee, Berlin-Charlottenburg (1951); Stadtbad, Frankfurt am Main (1954); Stadttheater, Gelsenkirchen (1954); Hansaviertel, Berlin-Tiergarten, städtebauliche Planung (1955); Hochhaus Firma Phoenix-Rheinrohr, Düsseldorf (1956); Entwicklung von Stahlfertighäusern (Typenhäuser) und diversen Einfamilienhäusern in Berlin (ab 1962).
Nach seiner Emeritierung 1970 nahm er weitere Lehraufträge als Honorarprofessor an der Hochschule der Künste in Berlin an.
Er besaß eine umfangreiche Bibliothek mit dem Schwerpunkt auf Architektur und Kunstgeschichte. Zur Kunstgeschichte hielt er in wissenschaftlichen Gesellschaften auch Vorträge, zum Teil veranschaulicht mit Lichtbildern. Zudem war er als Mitglied des Vorstands im Berliner Komitee für UNESCO-Arbeit e. V. aktiv, und zwar von 1969 bis 1974 als Schatzmeister, dann als stellvertretender Vorsitzender.

## Schriften
- diverse Beiträge in: Herbert Trümper (Hrsg.): Allgemeine Grundlagen der Kunstpädagogik. Rembrandt-Verlag, Berlin 1953.
- Der Turm des Freiburger Münsters. Versuch einer Darstellung seiner Formzusammenhänge. Ernst Wasmuth Verlag, Tübingen 1983, ISBN 3-8030-0138-2.
- Die Strassburger Frauenhaus Risse 21 R und 21 V sowie die Chöre ihrer Vor- und Nachbauten. Ernst Wasmuth Verlag, Berlin 1988.